# Ingalaguppe, Pandavapura
Ingalaguppe là một làng thuộc tehsil Pandavapura, huyện Mandya, bang Karnataka, Ấn Độ.